# Kurtyna powietrzna

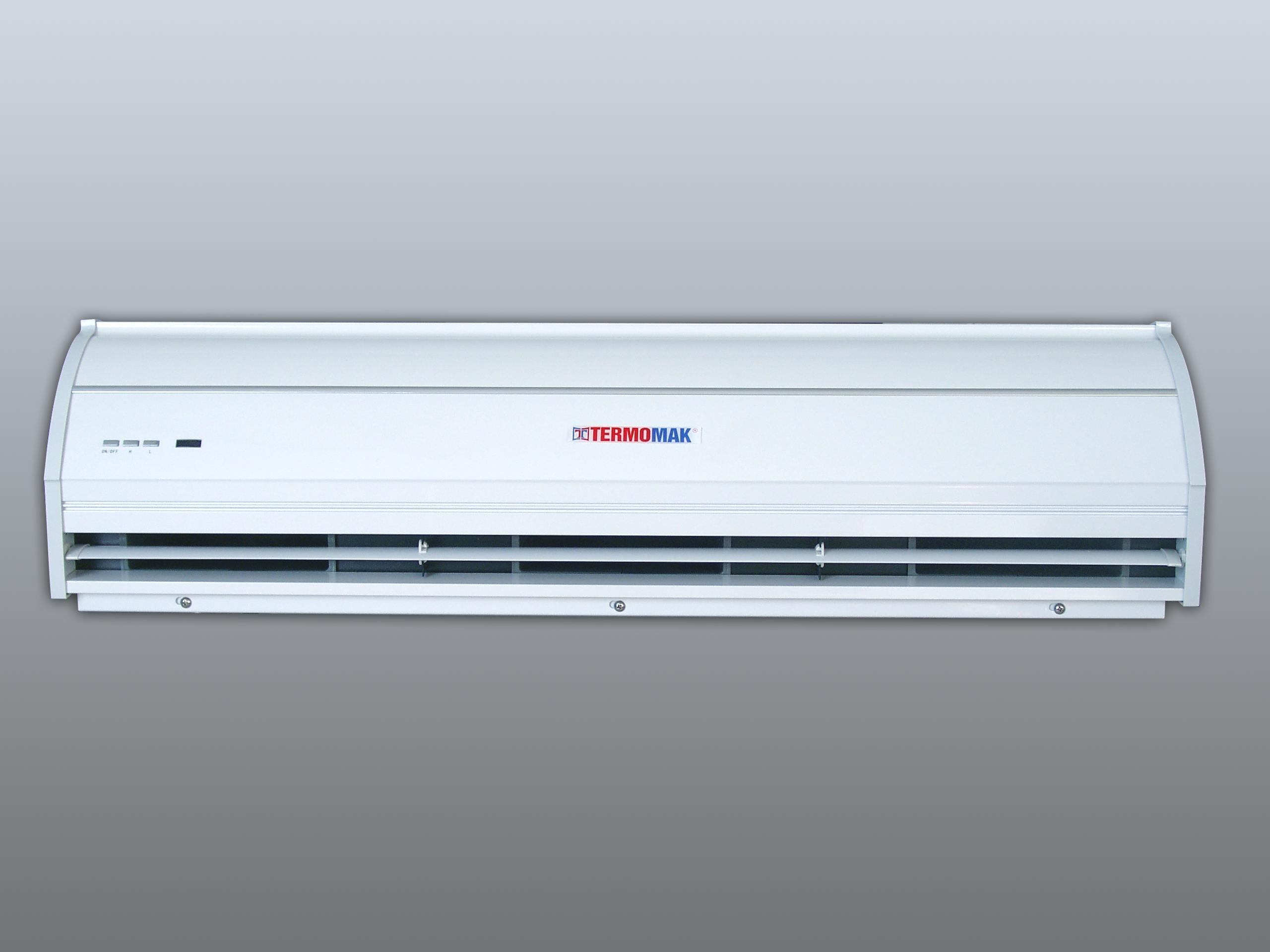

Kurtyna powietrzna (zasłona powietrzna) – urządzenie montowane nad lub obok drzwi celem stworzenia bariery dla przepływu powietrza (odizolowanie wnętrza pomieszczenia od otoczenia). Kurtyna powietrzna składa się z wentylatora pracującego na powietrzu obiegowym oraz wymienika ciepła (niektóre kurtyny powietrzne nie posiadają wymiennika ciepła).

## Podział
1. Ze względu na temperaturę powietrza nawiewanego:
  - ciepłe - najczęściej montowane w przedsionkach wejściowych i bramach wjazdowych - ich celem jest zapobiegnięcie wychłodzeniu wejścia np. do budynku w okresie zimy
  - zimne - stosowane przy wejściach do chłodni i mroźni - ich celem jest zapobiegnięcie przepływu ciepłego powietrza do wnętrza komory chłodniczej
2. Ze względu na zabudowę:
  - poziome (montowane np. nad drzwiami)
  - pionowe (montowane obok drzwi lub wkomponowane w aranżację wnętrza)